# Bragelogne-Beauvoir

Bragelogne-Beauvoir este o comună în departamentul Aube din nord-estul Franței. În 1 ianuarie 2022 avea o populație de 221 de locuitori.